# أردها
أردها هي قرية في مقاطعة سراب، إيران. عدد سكان هذه القرية هو 1,677 في سنة 2006.